# Vilniaus Miesto Futbolo Draugija Žalgiris 2014
Questa voce raccoglie le informazioni riguardanti il Vilniaus Miesto Futbolo Draugija Žalgiris nelle competizioni ufficiali della stagione 2014.

## Stagione
Nella stagione 2014 il VMFD Žalgiris ha disputato la A Lyga, massima serie del campionato lituano di calcio, terminando il torneo al primo posto con 84 punti conquistati in 36 giornate, frutto di 25 vittorie, 9 pareggi e 2 sconfitte, vincendo il campionato per la quinta volta, la seconda consecutiva. Grazie a questo successo si è qualificato alla UEFA Champions League 2015-2016. Nella primavera 2014 ha disputato le semifinali della Lietuvos Taurė 2013-2014, battendo il Trakai ed accedendo alla finale del torneo. In finale ha affrontato e sconfitto il Banga Gargždai, conquistando la coppa nazionale per l'ottava volta nella sua storia, la terza consecutiva. Nell'autunno 2014 è sceso in campo a partire dal quarto turno della Lietuvos Taurė 2014-2015, competizione che ebbe il suo epilogo nel corso della stagione 2015 con la vittoria finale dello stesso Žalgiris. Sempre nell'autunno 2014 ha partecipato alla UEFA Champions League, venendo subito eliminato al secondo turno preliminare dai croati della Dinamo Zagabria.

## Rosa
| N. |                                 | Ruolo | Calciatore           |
| -- | ------------------------------- | ----- | -------------------- |
| 1  | Lituania (bandiera)             | P     | Armantas Vitkauskas  |
| 2  | Lituania (bandiera)             | C     | Deividas Šemberas    |
| 3  | Lituania (bandiera)             | D     | Georgas Freidgeimas  |
| 5  | Lituania (bandiera)             | D     | Algis Jankauskas     |
| 7  | Lituania (bandiera)             | C     | Ramūnas Radavičius   |
| 8  | Lituania (bandiera)             | C     | Artūras Žulpa        |
| 9  | Lituania (bandiera)             | C     | Rytis Leliūga        |
| 10 | Polonia (bandiera)              | C     | Jakub Wilk           |
| 11 | Croazia (bandiera)              | C     | Andro Švrljuga       |
| 12 | Lituania (bandiera)             | P     | Aivaras Bražinskas   |
| 13 | Lituania (bandiera)             | C     | Danielis Romanovskis |
| 14 | Cipro (bandiera)                | A     | Kristis Andreou      |
| 15 | Lituania (bandiera)             | C     | Eivinas Zagurskas    |
| 15 | Bosnia ed Erzegovina (bandiera) | D     | Semir Kerla          |
| 16 | Lituania (bandiera)             | C     | Paulius Janušauskas  |
| 17 | Lituania (bandiera)             | A     | Andrius Velička      |

| N. |                     | Ruolo | Calciatore          |
| -- | ------------------- | ----- | ------------------- |
| 20 | Lituania (bandiera) | C     | Vaidas Šilėnas      |
| 21 | Brasile (bandiera)  | A     | Adi                 |
| 21 | Armenia (bandiera)  | D     | Artak Edigaryan     |
| 24 | Francia (bandiera)  | A     | Serge Nyuiadzi      |
| 25 | Lituania (bandiera) | D     | Mantas Fridrikas    |
| 27 | Lituania (bandiera) | C     | Karolis Strolys     |
| 30 | Lituania (bandiera) | P     | Lukas Lidakevičius  |
| 35 | Lituania (bandiera) | D     | Egidijus Vaitkūnas  |
| 38 | Lituania (bandiera) | A     | Artur Skuratovič    |
| 39 | Lituania (bandiera) | A     | Darius Kazubovičius |
| 45 | Lituania (bandiera) | A     | Edvinas Baniulis    |
| 47 | Lituania (bandiera) | D     | Aidas Korsakas      |
| 77 | Lituania (bandiera) | C     | Linas Pilibaitis    |
| 81 | Lituania (bandiera) | C     | Justas Lasickas     |
| 88 | Lituania (bandiera) | C     | Mantas Kuklys       |
| 99 | Brasile (bandiera)  | C     | Andrezinho          |

## Risultati

### Lietuvos Taurė 2013-2014

#### Finale
| Arbitro: | Sergejus Slyva |

|                         |           |               |
| Wilk 13’ Pilibaitis 38’ | Marcatori | 57’ Grigaitis |

### UEFA Champions League

#### Secondo turno preliminare
| Arbitro: | Anthony Taylor |

|                         |           |  |
| Soudani 58’ Antolić 70’ | Marcatori |  |

| Arbitro: | Artem Kwçïn |

|  |           |                         |
|  | Marcatori | 46’ Soudani 49’ Šimunić |

## Statistiche

### Statistiche di squadra
| Competizione                    | Punti | In casa | In casa | In casa | In casa | In casa | In casa | In trasferta | In trasferta | In trasferta | In trasferta | In trasferta | In trasferta | Totale | Totale | Totale | Totale | Totale | Totale | DR  |
| Competizione                    | Punti | G       | V       | N       | P       | Gf      | Gs      | G            | V            | N            | P            | Gf           | Gs           | G      | V      | N      | P      | Gf     | Gs     | DR  |
| ------------------------------- | ----- | ------- | ------- | ------- | ------- | ------- | ------- | ------------ | ------------ | ------------ | ------------ | ------------ | ------------ | ------ | ------ | ------ | ------ | ------ | ------ | --- |
| A Lyga                          | 84    | 18      | 15      | 3       | 0       | 53      | 6       | 18           | 10           | 6            | 2            | 39           | 11           | 36     | 25     | 9      | 2      | 92     | 17     | +75 |
| Lietuvos Taurė 2013-2014        | -     | 1       | 0       | 1       | 0       | 0       | 0       | 1            | 1            | 0            | 0            | 1            | 0            | 3      | 2      | 1      | 0      | 3      | 1      | +2  |
| Lietuvos Taurė 2014-2015        | -     | 2       | 2       | 0       | 0       | 4       | 0       | 1            | 1            | 0            | 0            | 3            | 2            | 3      | 3      | 0      | 0      | 7      | 2      | +5  |
| UEFA Champions League 2014-2015 | -     | 1       | 0       | 0       | 1       | 0       | 2       | 1            | 0            | 0            | 1            | 0            | 2            | 2      | 0      | 0      | 2      | 0      | 4      | -4  |
| Totale                          | -     | 22      | 17      | 4       | 1       | 57      | 8       | 21           | 12           | 6            | 3            | 43           | 15           | 44     | 30     | 10     | 4      | 102    | 24     | +78 |